# 119-й отдельный танковый батальон
119-й отдельный танковый батальон — воинская часть Вооружённых Сил СССР в Великой Отечественной войне.

## История
Батальон сформирован в августе 1941 года в Московском военном округе, при формировании имел 9 Т-34 и 20 Т-26.
В сентябре 1941 года переброшен в Волхов, вошёл в состав 54-й армии, при взаимодействии с 311-й, 285-й стрелковыми дивизиями участвовал в освобождении Новых Киришей, понеся значительные потери. После освобождения Новых Киришей был использован в качестве танкового десанта с ротой пехоты и отделением сапёр на броне для подавления огневых позиций немецкой стороны в районе Дуброво, но танки попали на минное поле и вернулись обратно, не выполнив боевую задачу. На 1 октября 1941 в составе имелось 4 Т-34 и 7 Т-26.
Брошен в бой в ходе Тихвинской оборонительной операции 23 октября 1941 года, на поддержку 27-й кавалерийской дивизии на восточном берегу реки Шарья, в пятнадцати километрах юго-восточнее Будогощи. 7 танков были приданы для оказания поддержки 1067-му стрелковому полку  311-й стрелковой дивизии, поступившему в распоряжение группы полковника  Биякова на восточном берегу Волхова, но были сожжены кумулятивными снарядами немецкой артиллерии. В течение ноября 1941 года действует юго-западнее Тихвина, в декабре наступает в ходе Тихвинской наступательной операции.
В первой декаде января 1942 года, передав оставшуюся материальную часть в 128-й отдельный танковый батальон, отбыл на переформирование в Вологду.
В марте 1942 года на основе в том числе батальона была сформирована 103-я танковая бригада, и батальон в дальнейшем повторил боевой путь бригады, участвовал в боях у Козельска, Курской битве и так далее.

## В составе действующей армии
- с 6 сентября 1941 по 31 января 1942 года, как 119-й отдельный танковый батальон
- с 6 мая 1942 по 3 сентября 1942 года
- с 17 января 1943 по 9 апреля 1943 года
- с 6 мая 1943 по 2 сентября 1943 года
- с 18 января 1944 по 27 июня 1944 года как 119-й отдельный танковый батальон 103-й танковой бригады

27 июня 1944 года переименован в 1-й танковый батальон 103-й танковой бригады, таким образом, утратив статус воинской части.

## Подчинение
| Дата            | Фронт (округ)               | Армия               | Корпус              | Дивизия | Бригада                | Примечания                      |
| --------------- | --------------------------- | ------------------- | ------------------- | ------- | ---------------------- | ------------------------------- |
| 01.09.1941 года | Московский военный округ    | -                   | -                   | -       | -                      | -                               |
| 01.10.1941 года | -                           | 4-я отдельная армия | -                   | -       | -                      | -                               |
| 01.11.1941 года | -                           | 4-я отдельная армия | -                   | -       | -                      | -                               |
| 01.12.1941 года | -                           | 4-я отдельная армия | -                   | -       | -                      | -                               |
| 01.01.1942 года | Ленинградский фронт         | 4-я армия           | -                   | -       | -                      | -                               |
| 01.02.1942 года | -                           | -                   | -                   | -       | -                      | данных нет, на переформировании |
| 01.03.1942 года | -                           | -                   | -                   | -       | -                      | данных нет, на переформировании |
| 01.04.1942 года | Архангельский военный округ | -                   | -                   | -       | 103-я танковая бригада | -                               |
| 01.05.1942 года | Резерв Ставки ВГК           | -                   | -                   | -       | 103-я танковая бригада | -                               |
| 01.06.1942 года | Брянский фронт              | -                   | 3-й танковый корпус | -       | 103-я танковая бригада | -                               |
| 01.07.1942 года | Западный фронт              | 61-я армия          | 3-й танковый корпус | -       | 103-я танковая бригада | -                               |
| 01.08.1942 года | Западный фронт              | 61-я армия          | 3-й танковый корпус | -       | 103-я танковая бригада | -                               |
| 01.09.1942 года | Западный фронт              | 61-я армия          | 3-й танковый корпус | -       | 103-я танковая бригада | -                               |
| 01.10.1942 года | Московский военный округ    | -                   | 3-й танковый корпус | -       | 103-я танковая бригада | -                               |
| 01.11.1942 года | Резерв Ставки ВГК           | -                   | 3-й танковый корпус | -       | 103-я танковая бригада | -                               |
| 01.12.1942 года | Резерв Ставки ВГК           | 3-я танковая армия  | 3-й танковый корпус | -       | 103-я танковая бригада | -                               |
| 01.01.1943 года | Резерв Ставки ВГК           | -                   | 3-й танковый корпус | -       | 103-я танковая бригада | -                               |
| 01.02.1943 года | Юго-Западный фронт          | -                   | 3-й танковый корпус | -       | 103-я танковая бригада | -                               |
| 01.03.1943 года | Юго-Западный фронт          | -                   | 3-й танковый корпус | -       | 103-я танковая бригада | -                               |
| 01.04.1943 года | Резерв Ставки ВГК           | -                   | 3-й танковый корпус | -       | 103-я танковая бригада | -                               |
| 01.05.1943 года | Центральный фронт           | 2-я танковая армия  | 3-й танковый корпус | -       | 103-я танковая бригада | -                               |
| 01.06.1943 года | Центральный фронт           | 2-я танковая армия  | 3-й танковый корпус | -       | 103-я танковая бригада | -                               |
| 01.07.1943 года | Центральный фронт           | 2-я танковая армия  | 3-й танковый корпус | -       | 103-я танковая бригада | -                               |
| 01.08.1943 года | Центральный фронт           | 2-я танковая армия  | 3-й танковый корпус | -       | 103-я танковая бригада | -                               |
| 01.09.1943 года | Центральный фронт           | 2-я танковая армия  | 3-й танковый корпус | -       | 103-я танковая бригада | -                               |
| 01.10.1943 года | Резерв Ставки ВГК           | 2-я танковая армия  | 3-й танковый корпус | -       | 103-я танковая бригада | -                               |
| 01.11.1943 года | Резерв Ставки ВГК           | 2-я танковая армия  | 3-й танковый корпус | -       | 103-я танковая бригада | -                               |
| 01.12.1943 года | Резерв Ставки ВГК           | 2-я танковая армия  | 3-й танковый корпус | -       | 103-я танковая бригада | -                               |
| 01.01.1944 года | Резерв Ставки ВГК           | 2-я танковая армия  | 3-й танковый корпус | -       | 103-я танковая бригада | -                               |
| 01.02.1944 года | 1-й Украинский фронт        | 2-я танковая армия  | 3-й танковый корпус | -       | 103-я танковая бригада | -                               |
| 01.03.1944 года | 2-й Украинский фронт        | 2-я танковая армия  | 3-й танковый корпус | -       | 103-я танковая бригада | -                               |
| 01.04.1944 года | 2-й Украинский фронт        | 2-я танковая армия  | 3-й танковый корпус | -       | 103-я танковая бригада | -                               |
| 01.05.1944 года | 2-й Украинский фронт        | 2-я танковая армия  | 3-й танковый корпус | -       | 103-я танковая бригада | -                               |
| 01.06.1944 года | 2-й Украинский фронт        | 2-я танковая армия  | 3-й танковый корпус | -       | 103-я танковая бригада | -                               |

## Командиры
капитан Айзикович Яков Ефимович [сентябрь 1941, пропал без вести до декабря 1941 года]
майор Н.Р. Мельник
полковник Мартынов Николай Борисович [с 02.06.1942 по 30.06.1942]
подполковник Орлов Василий Фёдорович [с 01.07.1942 по 12.10.1942]